# Déplacement hyperbolique
Ne doit pas être confondu avec Rotation hyperbolique.
En géométrie, les déplacements hyperboliques sont les isométries d'un espace hyperbolique préservant l'orientation, autrement dit les transformations de cet espace préservant les distances et les angles (orientés), et en particulier conservant les alignements. Pour la composition des applications, ces déplacements forment un groupe topologique, et même un groupe de Lie ; ce groupe caractérise l'espace, selon une approche développée par Felix Klein dans son programme d'Erlangen.
Comme en géométrie euclidienne, on montre que les déplacements peuvent s'exprimer comme composés de symétries orthogonales (qui sont des antidéplacements) ; cela permet de les classifier (par exemple en en déterminant les points fixes).

## Déplacements dans le plan hyperbolique
Tout déplacement du plan (euclidien ou hyperbolique) peut s'écrire comme composé de deux symétries orthogonales par rapport à deux droites (plus généralement,  les déplacements d'un espace à n dimensions peuvent s'écrire comme composées de n ou n+1 symétries orthogonales par rapport à des hyperplans, selon que n est pair ou impair). Dans le cas du plan hyperbolique, on aboutit aux trois classes suivantes :
- Les deux axes se coupent (ou sont confondus) : comme dans le plan euclidien, on obtient une rotation de centre le point d’intersection et d’angle le double de l’angle des axes.
- Les deux axes sont parallèles asymptotes ; ils se coupent en un point à l’infini C. Les orbites sont des apeirogones inscrits dans des horocycles de centre C. On appelle ce déplacement une horolation de centre C.
- Les deux axes sont ultraparallèles. Le déplacement est une translation sur la perpendiculaire commune aux deux axes ; les autres points ont pour orbites des apeirogones inscrits dans des hypercycles, ayant pour axe cette perpendiculaire commune.

## Déplacements dans le modèle du demi-plan de Poincaré

For some hyperbolic motions in the half-plane see the Ultraparallel theorem.

Dans le modèle du demi-plan de Poincaré, on représente les points par leurs coordonnées cartésiennes (x,y) avec y > 0 ou par leurs coordonnées polaires (x = r cos a, y = r sin a) avec 0 < a < π, r > 0. On montre que les déplacements hyperboliques sont composés de trois types fondamentaux (décrits ci-dessous dans le langage de la géométrie euclidienne du demi-plan) : 
- une translation parallèlement à l'axe des abscisses : p = (x,y) → q = (x + c, y ), c ∈ R ;
- une homothétie de centre l'origine : p = (x,y) → q = (sx, sy ),  s > 0 ;
- une inversion (laissant invariant le cercle unité) : p = ( r  cos a,  r  sin a )→ q = ( r −1 cos a,  r −1 sin a ).

On vérifie aisément que les translations représentent des horolations du plan hyperbolique, de centre le point à l'infini de l'axe des ordonnées, et que les inversions sont des antidéplacements, donc des symétries orthogonales par rapport à la droite que représente le cercle invariant ; les homothéties sont composées de deux inversions par rapport à deux cercles concentriques, et donc traduisent des déplacements qui sont des translations sur l'axe des ordonnées, Les rotations du plan hyperbolique sont obtenues en composant deux inversions par rapport à des cercles ayant un point commun.

## Déplacements dans le modèle du disque de Poincaré
Le disque de Poincaré est défini comme l'intérieur du cercle unité dans le plan complexe : D = {z ∈ C : |z| < 1 }. Les droites du plan hyperbolique sont représentées dans ce modèle par des arcs de cercles perpendiculaires à la frontière de D. Les transformations de Möbius correspondent aux isométries du plan hyperbolique dans ce modèle. Plus précisément, soient a et b deux nombres complexes avec {\displaystyle a{\bar {a}}-b{\bar {b}}=1}. On a {\displaystyle |bz+{\bar {a}}|^{2}-|az+{\bar {b}}|^{2}=(a{\bar {a}}-b{\bar {b}})(1-|z|^{2})} et donc  |z| < 1 implique {\displaystyle |(az+{\bar {b}})/(bz+{\bar {a}})|<1}, ce qui montre que D est invariant dans la transformation de Möbius {\displaystyle f(z)=(az+{\bar {b}})/(bz+{\bar {a}})}.
Comme cette transformation est conforme (et envoie les arcs de cercles représentant les droites hyperboliques sur d'autres arcs de cercles ayant les mêmes propriétés), on voit que c'est une représentation d'un déplacement du plan hyperbolique ; on montre qu'il n'y en a pas d'autres. On sait que d'un point de vue projectif, f peut être représentée par la matrice {\displaystyle f={\begin{pmatrix}a&b\\{\bar {b}}&{\bar {a}}\end{pmatrix}}}.